# Conseil présidentiel du gouvernement d'union nationale
Pour les articles homonymes, voir Conseil présidentiel (Libye) et Conseil présidentiel.
Le Conseil présidentiel du gouvernement d'union nationale (en arabe : المجلس الرئاسي لحكومة الوفاق الوطني), ou simplement Conseil présidentiel (en arabe : المجلس الرئاسي), est une institution exécutive créée en Libye par un accord politique signé sous l'égide de l'ONU le 17 décembre 2015 dans le but de mettre fin à la deuxième guerre civile libyenne,,. Son existence prend fin le 10 mars 2021, avec l'entrée en fonction du Conseil présidentiel libyen.

## Fonctions
Le Conseil a pour mission d'exercer collégialement les fonctions de chef de l'État et d'assurer le commandement de l'armée nationale.

## Composition
Il est composé de neuf personnalités, dont un président et cinq vice-présidents sont trois sont issus chacun de l'une des trois régions du pays, la Tripolitaine, la Cyrénaïque et le Fezzan.
- Président : Fayez el-Sarraj
- Premier vice-président : Ahmed Miitig
- Vice-présidents :
  - Moussa al-Koni
  - Fathi al-Mijabri
  - Ali Faraj Qatrani
  - Abdoulsalam Kajman
- Autres membres : 
  - Omar al-Aswad
  - Mohammed al-Ammari
  - Ahmad Hamza al-Mahdi